# Cécile Duflot
Cécile Duflot (født 1. april 1975 i Villeneuve-Saint-Georges) er en fransk politiker, fra partiet Europe Écologie Les Verts. Hun var minister for territoriernes ligestilling og bolig den 16. maj 2012 i Regeringen Jean-Marc Ayrault fra 16. maj 2012 til 31. marts 2016.

## Primærvalg 2016
Ved præsidentvalget i 2017 forsøgte Cécile Duflot at blive EELV's kandidat. Ved primærvalgets første runde den 16. oktober 2016 stemte 24,41 procent af partiets medlemmer på hende. Dette var ikke nok til, at hun kunne gå videre til primærvalgets anden runde den 7. november 2016.